# 証券投資家
証券投資家（しょうけんとうしか）とは、投資を目的として、市場において発行された株式や債券などの証券を保有する者をいう。

## 投資の目的
証券には種類ごとに特性があり、投資家の証券の保有目的（投資の目的）にも様々なものがある。

### 株式
株式への投資は経済的な利潤（配当や値上がりによる利益）が目的である場合もあれば、会社の経営への参画であることもある。また、取引先企業と株式を持ち合う場合には相手先企業の経営安定化や自社の事業の安定化などが目的となることがある。

### 債券
債券への投資は事前に約定された定期的な利息の受け取りと償還時の元本の返還が目的となる。債券への投資は株式への投資とは異なり、発行体が破綻するようなときに債権者集会などで債権債務の処理が問題になったり事業再生が問題にならない限り会社の経営へ関与することはない。

## 投資の主体

### 法人投資家
法人投資家には、投資信託、生命保険会社、信託会社など他者から資金運用の委託を受けた投資家と、事業法人など自らのために投資を行う者（金融機関が自らのために投資を行う場合を含む）がある。前者を機関投資家（受託機関投資家）という。